# Torysa (district de Sabinov)
Torysa est un village de Slovaquie situé dans la région de Prešov.

## Histoire
Première mention écrite du village en 1265.

## Démographie

### Évolution de la population
| Année:               | 1994. | 2004.    | 2014.   | 2024.   |
| -------------------- | ----- | -------- | ------- | ------- |
| Nombre de personnes: | 1319  | 1470     | 1522    | 1653    |
| Différence:          |       | +11,44 % | +3,53 % | +8,60 % |

| Année:               | 2023. | 2024.   |
| -------------------- | ----- | ------- |
| Nombre de personnes: | 1639  | 1653    |
| Différence:          |       | +0,85 % |